# Mannagettaea
Mannagettaea é um género botânico pertencente à família Orobanchaceae.

## Espécies
- Mannagettaea hummehi
- Mannagettaea ircutensis
- Mannagettaea labiata